# 2098
2098 — 2098 рік нашої ери, 98 рік 3 тисячоліття, 98 рік XXI століття, 8 рік 10-го десятиліття XXI століття, 9 рік 2090-х років.